# 小田原系担々麺

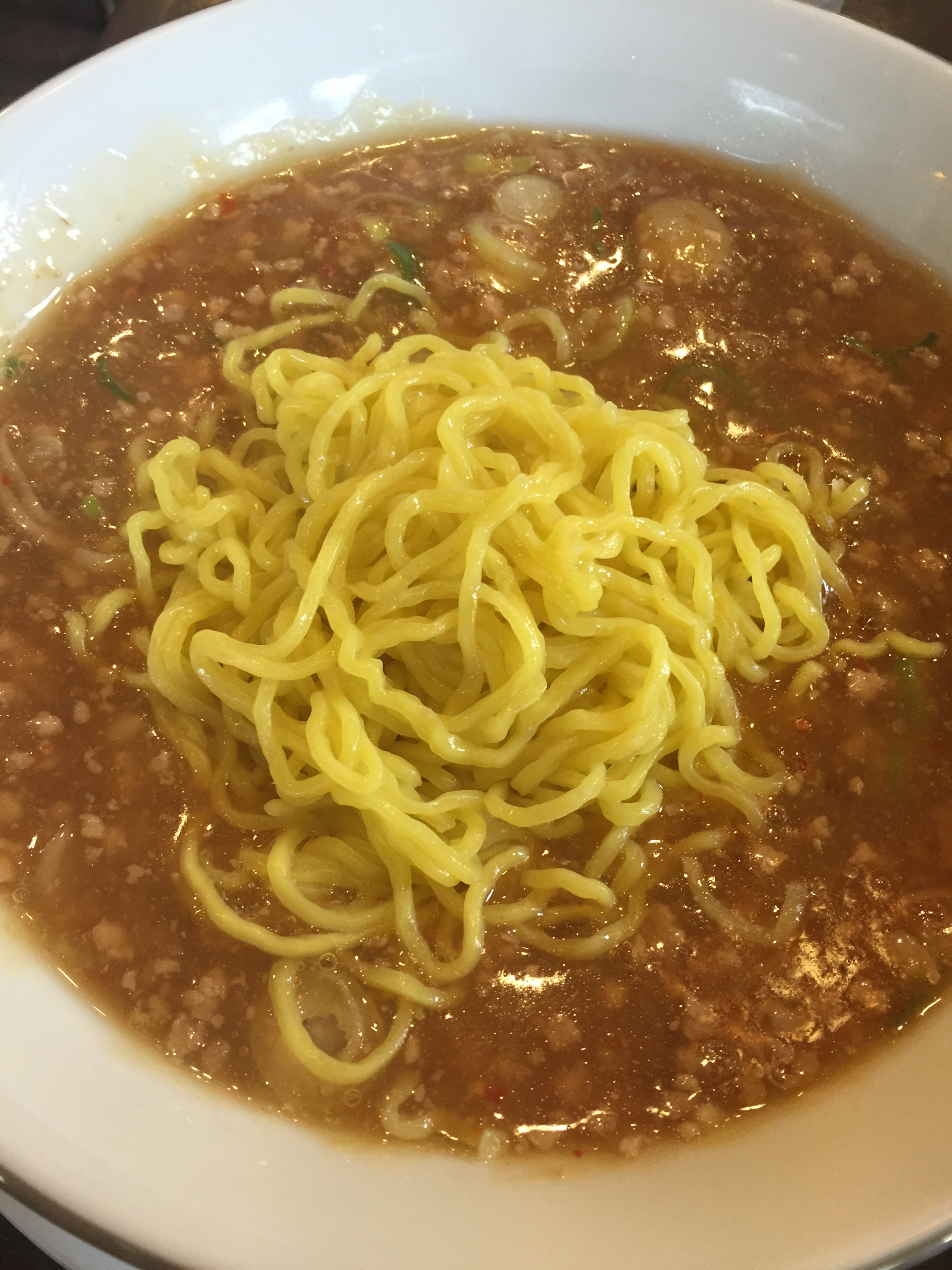
特製タンタン麺 四川麺

小田原系担々麺（おだわらけいタンタンめん）は、1975年に神奈川県小田原市上曽我で発祥した、ひき肉・ザーサイ・ニンニク・豆板醤などをベースとした、とろみの強いあんかけ風甘辛スープの担々麺を特徴とするラーメン店群である。タンタン麺専門店中華四川をその源流とする。

## 概要
- 現在、小田原系担々麺と呼ばれているラーメンは、1975年創業の小田原市の中華四川が源流である。
- 中華四川は、中心市街地である小田原駅からは直線距離で北方7～8kmであり、最寄駅である東海旅客鉄道（JR東海）御殿場線の上大井駅から徒歩13分と不利な立地に存する。それにも関わらず、提供されるタンタン麺が地元などで話題になると、それが小田原市のご当地ラーメンとして各メディアで紹介されるようになり、現在では、小田原系担々麺と呼称されるようになった。[4][5][6][7][8][9]
- 中華四川には支店が存在しない。当店で修行をして独立し、小田原系担々麺を提供する店などは小田原市などで見られる。
  - 小田原系担々麺玄や（南足柄市）[10]
  - 菊壱（箱根町仙石原）[11]
  - 小田原タンタン麺たかみ（目黒）[12]
- なお、1930年頃発祥の「味の大西」を中心とする小田原系ラーメンとは異なる。
- 川崎や横須賀に展開する「担々麺餃子工房　北京」も同様の担々麺を提供するが、こちらの方が古い。[13]

## 歴史
- 1975年 - 内田光正が中華四川を創業。
- 2000年代 - 横浜ウォーカーなど雑誌のラーメン特集で小田原系担々麺が話題となる。
- 2005年 - 中華四川が横浜ウォーカーのうまい店グランプリで部門別第1位となる。[14]
- 2019年 - 中華四川で修行をした高見光一郎が、目黒で小田原タンタン麺たかみを開業[15]。2021年3月に洗足に移転。同年6月閉店[16]。